# Раслово (Костромская область)
Раслово — посёлок в Судиславском районе Костромской области России, административный центр Расловского сельского поселения.

## География
Посёлок расположен на автодороге Кострома — Верхнеспасское Р98, на берегу реки Меза.

## История
Населённый пункт впервые как сельцо упоминается в 1667 году, когда вдова Акулина Киленина
с сыном Евстигнеем отдали сельцо Раславское своему зятю Алимпию Угрюмову в приданое дочери Агафье Килениной. В 1697 году дворянская девица Феодосия Евстигнеевна Киленина продала сельцо Рославское в Чижевом стану Костромского уезда за 30 рублей владельцу 500 душ Матвею Алимпиевичу Куломзину. Позже, унаследовавшая Раслово некто Куломзина вышла замуж за солдата Преображенского полка Василия Константиновича Бибикова, и в 1737 году усадьба Раслово отошла к её сыну от первого брака Григорию Куломзину, а после его смерти к его вдове Прасковье и его племянникам Ивану и Алексею Куломзиным.
В 1776 году пустошью Раслово близ усадьбы Раслово владели помещики Нащокины из усадьбы Шишкино. Известен документ Костромского уездного суда, который по иску Любови Николаевны Куломзиной в 1813 году обязал губернскую секретаршу, а кроме того полную тезку и однофамилицу искадательницы (позднее по второму браку Бутримову), выплатить за долю в усадьбе Раслово 924 рубля 30 копеек.
В первой половине XIX века усадьба Раслово принадлежала майору Аполлону Лермонтову, владевшему также усадьбой Жары у реки Мезы. Ещё до отмены крепостного права в 1861 году усадьба перешла во владение богатой помещицы Апошнянской. По другим данным, в 1858 году усадьбой владел служивший в Костроме чиновник Апошлянский..
Согласно Спискам населенных мест Российской империи в 1872 году усадьба Раслово относилась к 2 стану Костромского уезда Костромской губернии. В ней числился 1 двор, проживало 3 мужчин и 5 женщин.
Согласно переписи населения 1897 года в усадьбе Раслово постоянного населения не отмечено.
Согласно Списку населенных мест Костромской губернии в 1907 году усадьба относилась к Шишкинской волости Костромского уезда Костромской губернии. По сведениям волостного правления за 1907 год двров и постоянного населения в ней не числилось.
В XX веке в Раслово расположилась центральная усадьба укрупненного колхоза им. Ильича. В советское время в Раслове действовал филиал завода «Луч», построены крупная школа, дом культуры, детсад, магазин, фельдшерский пункт, почта, контора, имелся колхоз с развитым полеводством и животноводством. В перестройку построен православный храм.
До муниципальной реформы 2010 года посёлок также являлся административным центром Расловского сельского поселения Судиславского района.

## Население
| 2008 | 2010 | 2014 |
| ---- | ---- | ---- |
| 702  | ↘639 | ↗669 |

## В литературе
Согласно местному преданию усадьба Раслово стала праобразом места действия повести А. С. Пушкина «Метель». Предполагается, что повесть была написана автором по мотивам устного рассказа его друга П. В. Нащокина, владевшего усадьбой Шишкино неподалёку. По другим данным, в основу повести «Метель» легли события произошедшие в селе Ильинское Судиславского района.